# Righeira
I Righeira (noti anche in alcuni casi come fratelli Righeira) sono stati un gruppo musicale italiano formato da Johnson Righeira e Michael Righeira, pseudonimi rispettivamente di Stefano Righi e Stefano Rota, che ottennero il loro maggior successo discografico negli anni ottanta, soprattutto con le hit Vamos a la playa (1983), No tengo dinero (1983) e L'estate sta finendo (1985).

## Storia

### Gli esordi
Righi e Rota si conobbero sui banchi del liceo scientifico "Albert Einstein", nel quartiere torinese di Barriera di Milano, e nacquero artisticamente sul finire degli anni settanta. Fin dal loro esordio decisero di fingere, in ambito artistico, di essere fratelli, quindi si fecero conoscere come Johnson e Michael Righeira, cognome d'arte derivato da quello di Righi con l'aggiunta di una tipica desinenza portoghese.
Nel 1980 Johnson incise il primo singolo, Bianca Surf/Photoni (Meccano Records/Italian Records, ristampato nel 1981 dalla Vip/CGD), con la produzione esecutiva di Giulio Tedeschi e quella artistica di Oderso Rubini. Nel disco suonarono anche gli Skiantos e del brano Bianca Surf venne incisa anche una versione punk rock cantata in duetto da Johnson e Freak Antoni, pubblicata soltanto nel 2006 nel CD Ex punk, ora venduto, che raccoglie il primo materiale inciso da Johnson. Dopo il primo singolo, Righi realizzò alcuni nuovi provini, con la collaborazione dei Technospray/Monuments, tra i quali la prima versione di Vamos a la playa e una cover italiana di un brano dei DAF, Der Mussolini, ribattezzato Balla Marinetti e interpretato da Rota, al suo esordio come cantante con lo pseudonimo di Italo Monitor.
All'inizio del 1982, il duo si avvalse della produzione discografica dei fratelli La Bionda, produttori di successo del genere italo-disco, con i quali firmarono un contratto di produzione fino al 1987.

### Anni ottanta: i grandi successi

#### Vamos a la playa
Nella primavera del 1983 venne pubblicato dall'etichetta discografica CGD il singolo Vamos a la playa, cantato in spagnolo, caratterizzato da sonorità elettroniche (che saranno una costante nei lavori del duo). Il disco ottenne un clamoroso successo di pubblico che lo rese un tormentone dell'estate di quell'anno, raggiungendo il primo posto della hit parade italiana e rimanendovi per sette settimane (dal 20 agosto al 1º ottobre); le vendite complessive in Europa superarono i tre milioni di copie. Il singolo ebbe successo anche all'estero: negli Stati Uniti venne pubblicato dalla etichetta A&M Records, mentre in Brasile fu inserito nella colonna sonora della telenovela Eu Prometo. Vamos a la playa rimase popolare anche nei decenni successivi e nel tempo ne sono state incise diverse cover.

#### No tengo dinero
Nell'autunno dello stesso anno i Righeira proposero No tengo dinero, un altro singolo in lingua spagnola (scelta controcorrente rispetto alla lingua inglese prevalente nella musica pop di quel periodo), che ottenne un riscontro di vendite di poco inferiore al singolo precedente, consacrando il duo come una delle rivelazioni di quell'anno. La canzone sarà inoltre inserita nella colonna sonora del film A tu per tu.
Hey Mama, incisa (in doppia versione italiano/spagnolo) nell'estate 1984, pur non entrando nei primi posti in classifica, fu comunque un buon successo al pari del loro album d'esordio Righeira, tra i cui brani si segnala Luciano Serra pilota, ispirata al celebre film con Amedeo Nazzari.

#### L'estate sta finendo
Nel 1985 ritrovarono il successo, partecipando ad Un disco per l'estate e vincendo il Festivalbar con L'estate sta finendo, canzone che, a dispetto del titolo e del contenuto del testo, fu lanciata il 20 maggio di tale anno, quindi in un momento in cui il periodo delle vacanze estive non era ancora nemmeno iniziato. Il 45 giri ottenne il Disco d'oro per le oltre 300.000 copie vendute.
Oltre che per i loro singoli, i Righeira erano apprezzati dal pubblico giovane per i modi stravaganti di presentarsi; per il loro primo successo furono soliti abbigliarsi con baffi finti alla maniera di Charlie Chaplin. I due cantanti si esibirono anche al Festival di Sanremo 1986 con la canzone Innamoratissimo (Tu che fai battere forte il mio cuore), che si classificò al quindicesimo posto nelle votazioni abbinate al Totip.

#### Il declino
La risposta del pubblico fu invece minore per il singolo estivo Italians a Go-Go tratto dall'album Bambini Forever, contenente oltre al brano sanremese anche Oasi in città che avrà un buon successo nell'estate 1987.
In seguito i due realizzarono Rimini Splash Down, scritto con gli stessi La Bionda e la collaborazione di Raffaella Riva del Gruppo Italiano, brano portante e sigla della pellicola cinematografica Rimini Rimini diretta da Sergio Corbucci nel 1987. Lo stesso Gruppo Italiano incise una cover de L'estate sta finendo. Nello stesso anno i due sono autori di un brano in gara allo Zecchino d'Oro: Annibale.
Tra i molti musicisti che hanno collaborato coi Righeira in questo decennio figurano anche Nando Bonini, Matteo Fasolino, Marco Guarnerio, Steve Piccolo dei Lounge Lizards, Luca Orioli degli Stadio e soprattutto Sergio Conforti (il "Rocco Tanica" di Elio e le Storie Tese). Conforti ha suonato in successi come Innamoratissimo (di cui è anche autore) e L'estate sta finendo.
In questo periodo i due inizieranno anche a lavorare singolarmente, a periodi alterni: nel 1987 il solo Johnson (ribattezzatosi per l'occasione Johnson Righeira Foundation) realizzò una versione house di Yes I Know My Way, un classico del cantante partenopeo Pino Daniele. L'anno dopo esce il singolo Compañero.

### Anni novanta: lo scioglimento
Nel 1990 uscì un altro singolo dance, Ferragosto, che riprese i brani degli esordi, con un sound inerente alla musica del periodo. Dopo una pausa di due anni, nel 1992 il duo si riunì per la realizzazione dell'album Uno, Zero, Centomila lanciato dal brano Vivo al 139 dalle sonorità house, che non riscosse il successo sperato. Dopo questa esperienza il duo si sciolse. Il 19 novembre 1993 Johnson venne arrestato, assieme ad altre trentasette persone, per spaccio di stupefacenti. Rimase in carcere cinque mesi, per poi essere assolto alla fine del processo.
A metà degli anni novanta Michael diede vita, con la supervisione di Franco Battiato e Giusto Pio, al progetto Gloria Mundi, durato lo spazio di due album, mentre Johnson realizzò assieme ai Montefiori Cocktail il brano Papalla, manifesto della neonata scena lounge italiana.

### Anni duemila: la reunion
Riunitisi nuovamente nel 1999, i Righeira realizzarono nel 2001 un EP con diverse versioni del loro classico Vamos a la playa e parteciparono ad alcuni spettacoli televisivi in stile revival, da C'era una volta il festival a La notte vola, una gara tra personaggi della musica degli anni ottanta. In seguito comparvero in una sorta di cameo in prima persona nel brano Sole, mare dei loro concittadini Statuto, nel cui testo venne rievocata l'estate del 1983, col verso che recita "E 'Vamos a la playa' cantiamo noi Righeira che siamo di Torino e sulla playa ci abbronziam".
Nel 2006, il duo decide di registrare l'album Mondovisione, anticipato il 24 gennaio 2007 dal singolo La musica electronica con il quale raggiungono un discreto successo dal sapore nostalgico. Nell'agosto del 2007 i Righeira sono impegnati nella conduzione del programma radiofonico L'estate sta finendo, su R101. Johnson Righeira inoltre, si cimenta anche in cortometraggi ed esperimenti di cinema metropolitano, tra cui Pink Forever del genovese Davide Scovazzo. Nel 2008, esce il documentario Tanzen mit Righeira (in tedesco Ballare con i Righeira, dal titolo di un brano del loro primo album), prodotto da Endeniu e realizzato da Alessandro Castelletto, che ripercorre la vicenda artistica e umana dei due "fratelli".
In occasione dei 25 anni dalla vittoria al Festivalbar, nell'estate 2010 i Righeira incidono una cover de L'estate sta finendo insieme agli Afo 4. Come avvenne anche nel 1985, il brano è trasmesso dalle radio ancora prima che l'estate cominci.

### Dagli anni duemiladieci in poi: la separazione e il prosieguo di Johnson
Nel 2011 i Righeira collaborano con i Subsonica, cantando insieme il brano La funzione.
Nel 2016 Stefano Righi annuncia la separazione artistica dal duo e Stefano Rota annuncia di andare a vivere a Thiene, in provincia di Vicenza. Da lì in avanti sarà solamente Johnson a portare avanti la memoria del duo, con concerti e partecipazioni in varie trasmissioni e manifestazioni. 
Nel 2016 i tinerfeñi Pornosurf pubblicano un album dal titolo Vamos a la playa che contiene un featuring dell'omonima canzone cantato insieme a Johnson in versione punk-surf.
Nel 2021 esce una nuova versione "electro-krautrock" remixata dal produttore musicale Gaudi. Sempre nello stesso anno Johnson Righeira pubblica una nuova versione di L'estate sta finendo insieme a Manfredi Simonetti.
Nel 2023 Johnson Righeira, oltre la canonica mezzanotte, si esibisce al "concertone" del primo maggio in Piazza San Giovanni in Laterano a Roma, eseguendo con la sua band prima L'estate sta finendo e poi Vamos a la playa celebrandone il 40º anniversario.
Sempre Johnson è stato ospite al Festival di Sanremo 2025, occasione in cui ha interpretato con il duo Coma_Cose la celebre L'estate sta finendo nella quarta serata del festival, dedicata alle cover.
Il 27 giugno 2025, Johnson Righeira pubblica "Chi troppo lavora (non fa l'amore)", il suo nuovo singolo estivo che un po' inneggia all'ozio e ricorda l'estate e le sonorità anni '80. Il brano è stato scritto e prodotto insieme ad Albi e Carota de Lo Stato Sociale ed Edo Castroni e fa ironicamente il verso alla celebre canzone di Adriano Celentano "Chi non lavora non fa l'amore".

## Formazione
- Johnson Righeira – voce (1983-1992, 1999-2016) - (In attività)
- Michael Righeira – voce (1983-1992, 1999-2016)

## Discografia

### Album in studio
- 1983 – Righeira
- 1986 – Bambini Forever
- 1992 – Uno, Zero, Centomila
- 2007 – Mondovisione

### Raccolte originali
- 1985 – Righeira '83-'85
- 1988 – L'estate sta finendo
- 1989 – Vamos a la playa
- 2002 – The Best

### Singoli
- 1983 – Tanzen mit Righeira
- 1983 – Vamos a la playa
- 1983 – No tengo dinero
- 1984 – Hey Mama
- 1985 – L'estate sta finendo
- 1986 – Innamoratissimo (Tu che fai battere forte il mio cuore)
- 1986 – Italians a Go-Go
- 1986 – Bambini Forever
- 1987 – Oasi in città
- 1987 – Rimini Splash Down
- 1988 – Compañero
- 1989 – Garageamos/Adalas Omaet
- 1990 – Ferragosto/Dimmi di no
- 1992 – Vivo al 139
- 2001 – 2001: Vamos a la playa
- 2007 – La musica electronica
- 2025 - Chi troppo lavora (non fa l'amore)

### Collaborazioni
- 2011 – Subsonica La funzione